# Xanthograpta brunneaplaga
Xanthograpta brunneaplaga là một loài bướm đêm trong họ Noctuidae.